# Caran d'Ache
Caran d'Ache var pseudonym för den franske tecknaren Emmanuel Poiré, född 6 november 1858 i Moskva, död 25 februari 1909 i Paris.
Poiré föddes i Ryssland av franska föräldrar. Som ung kom han till Paris och uppträdde snart som en av de mest uppmärksammade karikatyrtecknarna i parisisk skämtpress. Genom bitande satir och enastående förmåga att avslöja sina modellers svagare sidor gjorde Poiré fruktade inlägg i den politiska dagsdebatten. Tillsammans med Jean-Louis Forain grundade han 1898 tidningen Psst! vilken spelade en viktig roll som organ för de Dreyfusfientliga partierna. Mindre elegant i tekniken än många samtida tecknare, överträffade Poiré dock de flesta genom sin karakterisering och i sin friskhet. Flera av Poirés teckningar har utgetts i bokform.

### Källförteckning
- Carlquist, Gunnar, red (1937). Svensk uppslagsbok. Band 21. Malmö: Svensk Uppslagsbok AB. sid. 850–851